# Erich Walter
Pour les articles homonymes, voir Walter.
Erich Walter (né le 26 décembre 1877 à Dorpat, Empire russe, aujourd'hui Tartu, Estonie; mort le 22 juin 1957 à Aix-la-Chapelle, Allemagne de l'Ouest) fut un acteur allemand.

## Filmographie partielle
- 1922 : Le Docteur Mabuse de Fritz Lang
- 1923 : I.N.R.I. de Robert Wiene
- 1924 : Colibri de Victor Janson
- 1937 : On a tué Sherlock Holmes de Karl Hartl
- 1937 : Le Cuirassé Sebastopol de Karl Anton
- 1938 : Femmes pour Golden Hill de Erich Waschneck